# Нижегородская мужская гимназия
Нижегородская губернская мужская гимназия — первое среднее учебное заведение в Нижнем Новгороде. За 110 лет своего существования она сформировала значительную часть нижегородской интеллигенции, выпустила из своих стен многих видных деятелей русской науки и культуры, общественных деятелей и педагогов.

## История

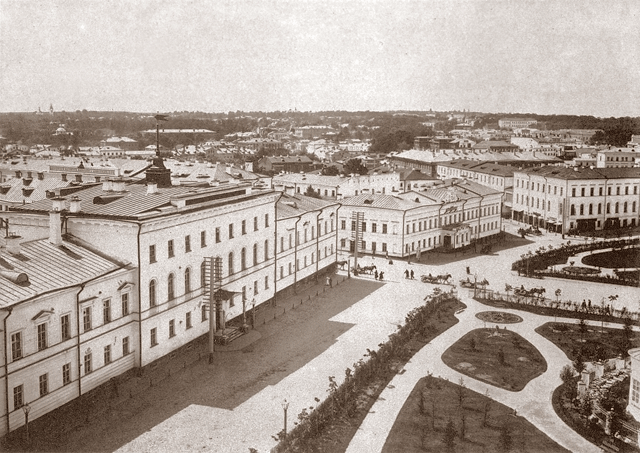
Здание гимназии — слева. 1890-е гг.

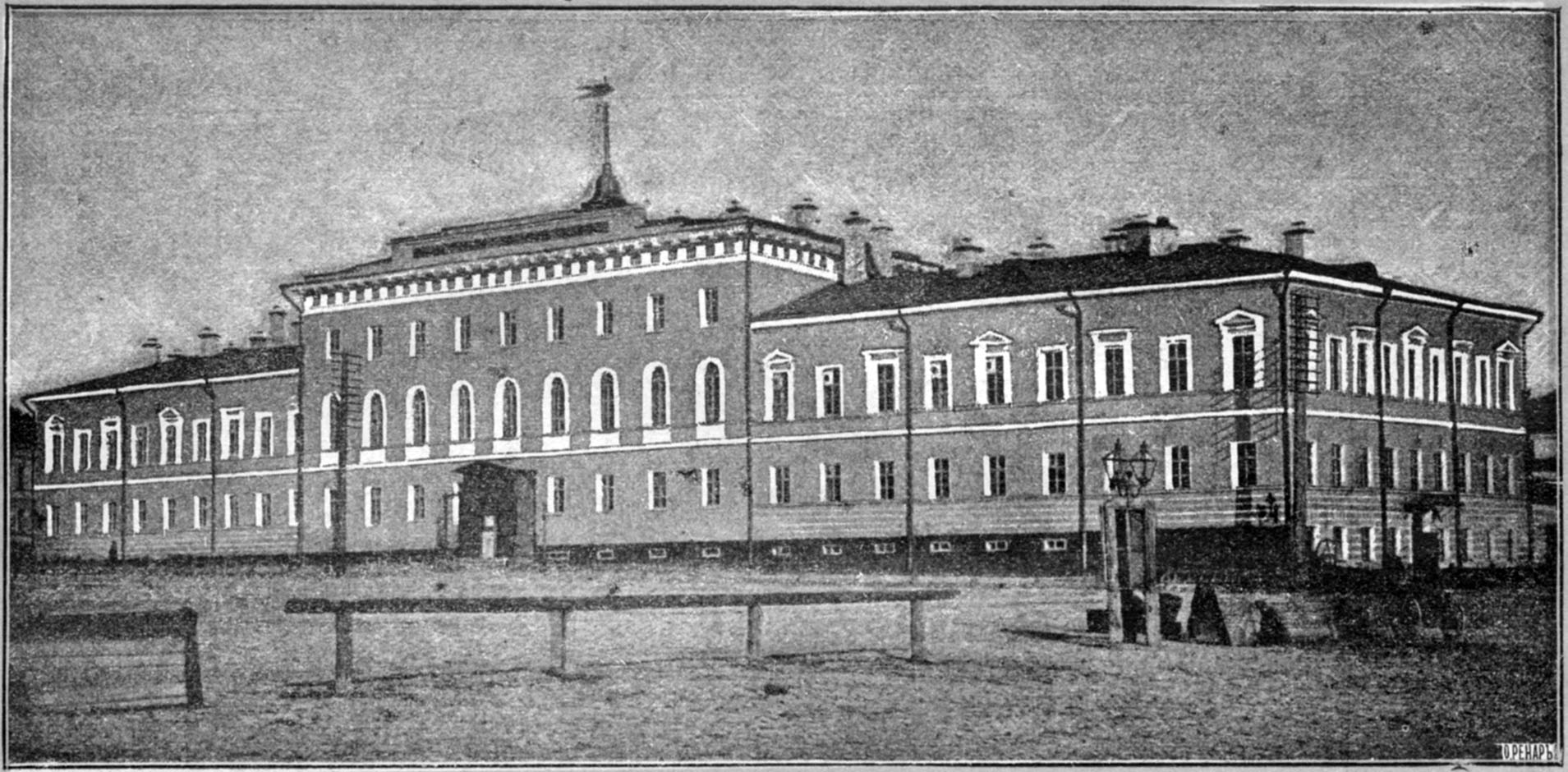
Нижегородская губернская мужская гимназия. Конец XIX века.

Нижегородская губернская гимназия была преобразована из Главного народного училища, созданного ещё в 1786 году. Торжественное открытие её состоялось 12 марта 1808 года. 
Главное народное училище занимало флигель усадьбы вице-губернатора В. П. Елагина на углу Тихоновской ( ныне — улица Ульянова) улицы; к открытию гимназии ей были переданы другие здания усадьбы: главный трехэтажный дом, которое занимал Приказ общественного призрения и второй флигель, в котором был трактир — на Варварской улице. В центральном здании расположились классы и актовый зал, во флигелях — общежития гимназистов и квартиры учителей. 

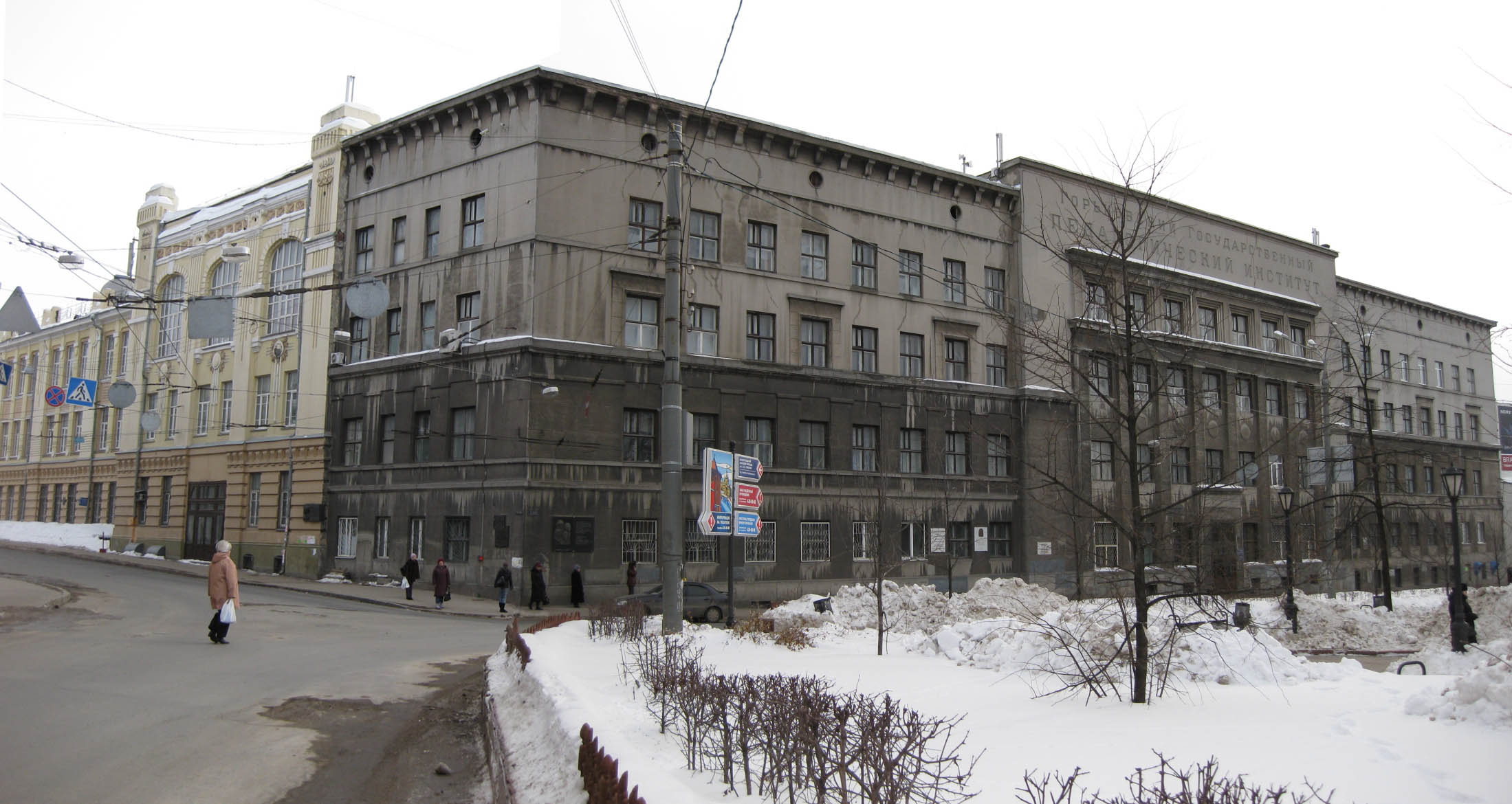
Нижегородский государственный педагогический университет, 2009 г.

В 1812 году в пользу гимназии был передан деревянный дом на Ильинской улице от «нижегородского градского купеческого старосты» И. С. Пятова. В результате перестройки в 1835—1840 годах, выполненной по проекту архитектора А. Л. Леера здания были объединены в одно. В 1903—1904 годах была проведена перепланировка, встроена новая лестница и по Тихоновской улице был пристроен трёхэтажный корпус, выполненный по проекту Е. А. Татаринова.
В 1889 году в физическом кабинете гимназии обосновался «Нижегородский кружок любителей физики и астрономии».
В 1918 году гимназия была ликвидирована; распоряжением губернского отдела народного образования от 13 ноября 1918 года на базе «Первой мужской гимназии» были созданы 40-я и 15-я Нижегородские советские школы. Здание гимназии сначала заняли Курсы всеобуча красных командиров, а с 1919 года — Опытно-показательная школа при Институте народного образования. В 1921 году здание было передано Институту народного образования, преобразованному в Педагогический институт (ныне — Нижегородский государственный педагогический университет).

## Персоналии

### Директора
Первым директором её был назначен Иван Иванович Кужелев; он также преподавал в ней немецкий и французский языки.
В 1814—1823 годах директором гимназии был Андрей Иванович Шредер, затем, до 1828 года — Пётр Васильевич Алферьев.
С 1828 года, согласно новому уставу, в гимназиях вводились должности инспектора и почётного попечителя гимназии; в нижегородской гимназии первым почётным попечителем в 1834 году стал Н. В. Шереметев.
Директором, с 1828 по 1832 год, был доктор медицины Егор Егорович Эвениус; его сменил (1832—1836) — Михаил Афанасьевич Никольский. В 1836 году директором был Л. Ф. Камбек.
В 1837—1840 годах директором был Михаил Флорович Грацинский, а в 1844—1859 годах — Ясон Петрович Евтропов. В 1864—1879 годах руководил Константин Иванович Садоков, затем (до 1881) — Николай Васильевич Розанов. Следующими директорами были: Афанасий Львович Миротоворцев (в 1881—1893), Николай Яковлевич Самойлович (26.10.1893—1902) и Сергей Васильевич Щербаков (1902—1906). Последними директорами гимназии стали: статский советник Константин Фёдорович Гордеев (в 1906—1909) и действительный статский советник Илья Семёнович Баранов (в 1909—1917).

### Преподаватели
При открытии гимназии для формирования её преподавательского состава из Санкт-Петербурга были присланы трое выпускников Главного педагогического института.
Среди первых преподавателей гимназии были: Я. В. Орлов — старший учитель истории, географии, статистики, Г. А. Протопопов — учитель математики и физики, П. Г. Белецкий — учитель философии и изящных наук, П. В. Алферьев — преподаватель естествознания, коммерческих наук и технологии, П. П. Веденецкий — учитель рисования.
Старший учитель Нижегородской мужской гимназии Александр Щепин стал известен тем, что в конце 1834 года начал проводить первые метеорологические наблюдения в Нижнем Новгороде.
Несколько лет (1863—1869) в гимназии преподавал и жил с семьёй И. Н. Ульянов, о чём напоминает мемориальная доска.
С 1884 года преподавателем физики и математики работал С. В. Щербаков — один из организаторов первого в России астрономического общества; в 1900—1906 годах он — директор гимназии.
С 1887 года и до отставки в 1912 году преподавал древние языки Ф. В. Ржига.

### Выпускники
- Николай Ашмарин (1891)
- Милий Балакирев
- Константин Бестужев-Рюмин (1847)
- Пётр Боборыкин
- Николай Вавин (1899)
- Василий Васильев (1834)
- Николай Высоцкий
- Александр Гациский
- Владимир Громов (1890)
- Степан Ешевский (1846)
- Владимир Лубоцкий
- Василий Лебедев (1853, с золотой медалью)
- Николай Зверев (1869, с серебряной медалью)
- Георгий Килевейн (1883)
- Пётр Княгинский
- Михаил Корякин (1870)
- Александр Ляпунов (1876, с золотой медалью)
- Сергей Ляпунов (1878)
- Виктор Мазырин (1876)
- Петр Малиновский (1904)
- Павел Мельников (1834)
- Пётр Морозов
- Иван Привалов (1909, с золотой медалью)
- Алексей Рождественский (1891)
- Василий Розанов
- Борис Садовской
- Иван Сахаров (1879)
- Андрей, де Стадлер (1833)
- Алексей Сысин (1897)
- Александр Формозов (1917)
- Семён Франк (1894, с золотой медалью)
- Дмитрий Чапин (1874)

В гимназии в разные годы учились: Алексей Фаворский (1869—1874), Василий Розанов (1872-1878), Яков Свердлов (1894—1900), Владимир Лубоцкий, Максим Богданович (1902—1907).

## Интересные факты
На фасаде здания установлена доска с надписью: «Здесь в бывшей Нижегородской губернской гимназии с сентября 1812 года по май 1813 года размещался эвакуированный из Москвы императорский Московский университет во главе с ректором Иваном Андреевичем Геймом».
Ещё во Владимире И. А. Гейм узнал, что здание нижегородской губернской гимназии, которая могла бы принять университет, было уже занято прибывшим в город раньше московским почтамтом, а губернатор отказался предоставить университету другое помещение, ссылаясь на и без того чрезмерную тесноту в городе. К счастью, директор гимназии и учителя согласились, прекратив занятия, уступить университету все оставшиеся учебные помещения, включая и свои собственные помещения.